# CCTV怀旧剧场频道
中国中央电视台怀旧剧场频道于2004年11月1日正式开播，是中国最早开播的数字付费频道，也是央视风云旗下第一个以播出“怀旧”影视剧为主的专业影视剧频道。
频道以电影、电视剧、纪录片三种类型节目为主，每天从早上8点到凌晨2点，18小时无间断播出。
北京时间2020年1月1日4:00，本频道与央视其余12套付费频道的高清版本正式上星播出；标清版本至同年6月29日4:00停播。